# Eugenia coccifera
Eugenia coccifera är en myrtenväxtart som beskrevs av Otto Karl Berg. Eugenia coccifera ingår i släktet Eugenia och familjen myrtenväxter. Inga underarter finns listade i Catalogue of Life.